# Scottish First Division 1983/84
Die Scottish Football League First Division wurde 1983/84 zum neunten Mal als nur noch zweithöchste schottische Liga ausgetragen. Es war zudem die neunte Austragung als zweithöchste Fußball-Spielklasse der Herren in Schottland unter dem Namen First Division. In der Saison 1983/84 traten 14 Klubs in insgesamt 39 Spieltagen gegeneinander an. Jedes Team spielte jeweils dreimal gegen jedes andere Team. Bei Punktgleichheit zählte die Tordifferenz.
Die Meisterschaft gewann das Team von Greenock Morton, das sich damit gleichzeitig die Teilnahme an der Premier Division-Saison 1984/85 sicherte. Neben Greenock stieg auch der Zweitplatzierte FC Dumbarton auf. Absteigen in die Second Division mussten die Raith Rovers und Alloa Athletic. Torschützenkönig mit 17 Treffern wurden James Fry vom FC Clyde und John McNeil vom Aufsteiger aus Greenock.

## Statistiken

### Abschlusstabelle
| Pl. | Verein                 | Sp. | S  | U  | N  | Tore    | Diff. | Punkte |
| --- | ---------------------- | --- | -- | -- | -- | ------- | ----- | ------ |
| 1.  | Greenock Morton (A)    | 39  | 21 | 12 | 6  | 075:460 | +29   | 54:24  |
| 2.  | FC Dumbarton           | 39  | 20 | 11 | 8  | 066:440 | +22   | 51:27  |
| 3.  | Partick Thistle        | 39  | 19 | 8  | 12 | 067:500 | +17   | 46:32  |
| 4.  | FC Clydebank           | 39  | 16 | 13 | 10 | 062:500 | +12   | 45:33  |
| 5.  | Brechin City (N)       | 39  | 14 | 14 | 11 | 056:580 | −2    | 42:36  |
| 6.  | FC Kilmarnock (A)      | 39  | 16 | 6  | 17 | 057:530 | +4    | 38:40  |
| 7.  | FC Falkirk             | 39  | 16 | 6  | 17 | 046:540 | −8    | 38:40  |
| 8.  | FC Clyde               | 39  | 12 | 13 | 14 | 053:500 | +3    | 37:41  |
| 9.  | Hamilton Academical    | 39  | 11 | 14 | 14 | 043:460 | −3    | 36:42  |
| 10. | Airdrieonians FC       | 39  | 13 | 10 | 16 | 045:530 | −8    | 36:42  |
| 11. | Meadowbank Thistle (N) | 39  | 12 | 10 | 17 | 049:690 | −20   | 34:44  |
| 12. | Ayr United             | 39  | 10 | 12 | 17 | 056:700 | −14   | 32:46  |
| 13. | Raith Rovers           | 39  | 10 | 11 | 18 | 053:620 | −9    | 31:47  |
| 14. | Alloa Athletic         | 39  | 8  | 10 | 21 | 041:640 | −23   | 26:52  |

Platzierungskriterien: 1. Punkte – 2. Tordifferenz – 3. geschossene Tore – 4. Direkter Vergleich (Punkte, Tordifferenz, geschossene Tore)
| Saison 1983/84 |

| Zum Saisonende 1982/83 |                                       |
| (A)                    | Absteiger aus der Premier Division    |
| (N)                    | Neuaufsteiger aus der Second Division |